# Cancilla isabella
Cancilla isabella is een slakkensoort uit de familie van de Mitridae. De wetenschappelijke naam van de soort is voor het eerst geldig gepubliceerd in 1831 door Swainson.